# Pfarrkirche Schwarzenau

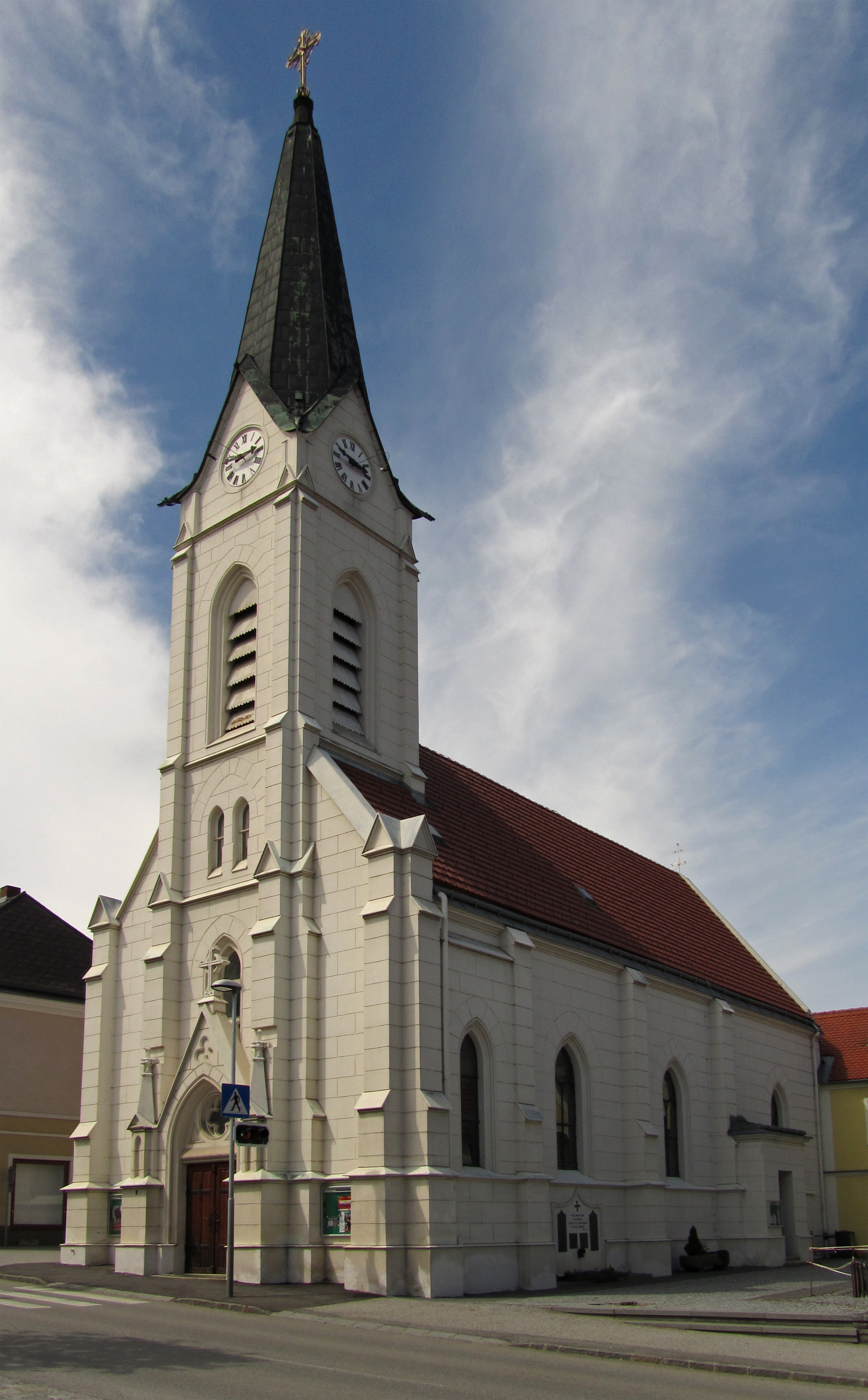
Katholische Pfarrkirche Herz Mariä in Schwarzenau

Die römisch-katholische Pfarrkirche Schwarzenau steht in der Ortsmitte der Marktgemeinde Schwarzenau im Bezirk Zwettl in Niederösterreich. Die dem Patrozinium Herz Mariä unterstellte Pfarrkirche gehört zum Dekanat Waidhofen an der Thaya in der Diözese St. Pölten. Die Kirche steht unter Denkmalschutz (Listeneintrag).

## Geschichte
Der neogotische Kirchenbau nach den Plänen des Baumeisters Alois Klee wurde 1903 geweiht. Anlässlich der Erhebung zur Pfarre 1934 wurde die Kirche erweitert. 1959 wurde die Kirche innen restauriert.

## Architektur
Der Kirchenbau zeigt sich einheitlich mit einer durchgehend gequaderten Fassade mit abgetreppten Strebepfeilern und Spitzbogenfenstern und einem übergiebelten Portal. Der Fassadenturm trägt einen hohen Spitzhelm.
Das Kircheninnere zeigt im Langhaus ein holzverkleidetes Spitztonnengewölbe. Der Triumphbogen ist spitzbogig. Der Chor hat einen Vierseitschluss.
Die neugotischen Glasmalereien entstanden 1901.

## Einrichtung
Die Einrichtung ist neugotisch gestaltet. Der Taufstein nennt 1933.
Die Orgel baute Johann M. Kauffmann 1948.